# Linea Imazatosuji
La linea Imazatosuji (今里筋線?, Imazatosuji-sen), linea I o linea 8, è la più recente delle linee della metropolitana di Osaka nella città di Osaka in Giappone. La linea non passa per il centro di Osaka, ma collega le zone residenziali di Itakano a Imazato nella parte orientale della città, senza fra l'altro interscambiare con la linea circolare e la linea Midōsuji. La linea è contraddistinta dal colore arancione.

## Fermate
| Codice | Stazione            | Giapponese   | Distanza intermedia | Distanza totale | Collegamenti                                             | Posizione          | Posizione |
| ------ | ------------------- | ------------ | ------------------- | --------------- | -------------------------------------------------------- | ------------------ | --------- |
| I11    | Itakano             | 井高野       | -                   | 0.0             |                                                          | Higashiyodogawa-ku |           |
| I12    | Zuikō Yonchōme      | 瑞光四丁目   | 0.9                 | 0.9             |                                                          | Higashiyodogawa-ku |           |
| I13    | Daidō-Toyosato      | だいどう豊里 | 1.0                 | 1.9             |                                                          | Higashiyodogawa-ku |           |
| I14    | Taishibashi-Imaichi | 太子橋今市   | 1.8                 | 3.7             | Linea Tanimachi                                          | Asahi-ku           |           |
| I15    | Shimizu             | 清水         | 1.2                 | 4.9             |                                                          | Asahi-ku           |           |
| I16    | Shimmori-Furuichi   | 新森古市     | 0.9                 | 5.8             |                                                          | Asahi-ku           |           |
| I17    | Sekime-Seiiku       | 関目成育     | 1.3                 | 7.1             | ■ Linea principale Keihan (presso la stazione di Sekime) | Jōtō-ku            |           |
| I18    | Gamō Yonchōme       | 蒲生四丁目   | 1,4                 | 8.5             | Linea Nagahori Tsurumi-ryokuchi                          | Jōtō-ku            |           |
| I19    | Shigino             | 鴫野         | 0.9                 | 9.4             | Linea Katamachi (Linea Gakkentoshi)                      | Jōtō-ku            |           |
| I20    | Midoribashi         | 緑橋         | 1.2                 | 10.6            | Linea Chūō                                               | Higashinari-ku     |           |
| I21    | Imazato             | 今里         | 1.3                 | 11.9            | Linea Sennichimae                                        | Higashinari-ku     |           |